# Weck, Worscht un Woi

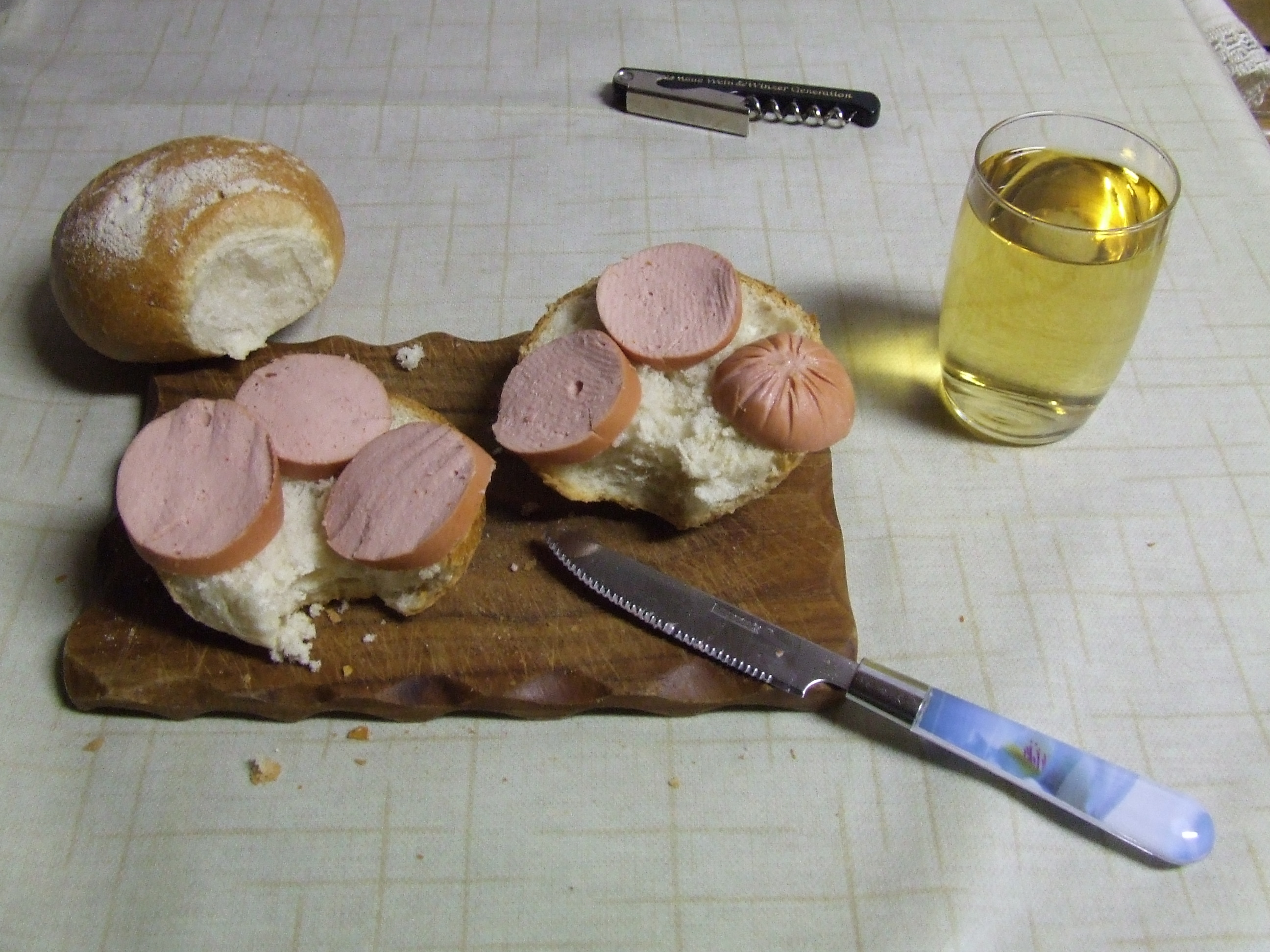
Weck, Worscht un Woi

Weck, Worscht un Woi (Brötchen, Wurst und Wein), im vertrauten Gespräch oftmals verkürzt mit WWW bezeichnet, ist eine in den Weinanbaugebieten Pfalz, Rheinhessen, Hessische Bergstraße und Rheingau weit verbreitete Mahlzeit, bei der die Wurst fast immer kalt genossen wird. Der Dialektausdruck entstammt den rheinfränkischen Mundarten und wird in den aufgeführten Regionen nahezu aussprachegleich verwendet. Eine kleine Ausnahme bildet die Südpfalz, wo es „Weck, Worscht (teilweise auch Wurschd) un Wai“ heißt.

## Bestandteile und Anlässe
Mit dem Weck ist oft ein sogenannter Paarweck (Doppel-Brötchen) gemeint, in der Pfalz mitunter auch der Weinknorzen, ein Brötchen aus fein gemahlenem Roggenmehl mit kräftig gebackener Kruste. Auf den Weck kommt die Worscht (Wurst, hier Fleischwurst). Dazu wird der Woi (Wein) der jeweiligen Anbauregion getrunken.
Wurst und Brötchen werden normalerweise ohne Besteck direkt von der Hand in den Mund gegessen. Üblich sind einzig ein Messer zum Entfernen der Pelle und Schneiden der Wurst sowie ein Korkenzieher zum Öffnen der Weinflasche, sofern sie verkorkt ist. Vor allem in der Pfalz wird der Woi traditionell im Dubbeglas mit einer Füllmenge von 0,5 Liter serviert.
Das Gericht ist eine traditionelle Zwischenmahlzeit bei der Weinlese oder bei sonstigen Arbeiten im Weinberg. Wegen seiner Einfachheit und guten Transportfähigkeit zählt es auch unterwegs, z. B. in der Fastnachtszeit, zu den beliebten Mahlzeiten.

## Brauchtum und Symbolik

### Kirchweih und Fastnacht

„Feldzeichen“ der MCV-Fußtruppe
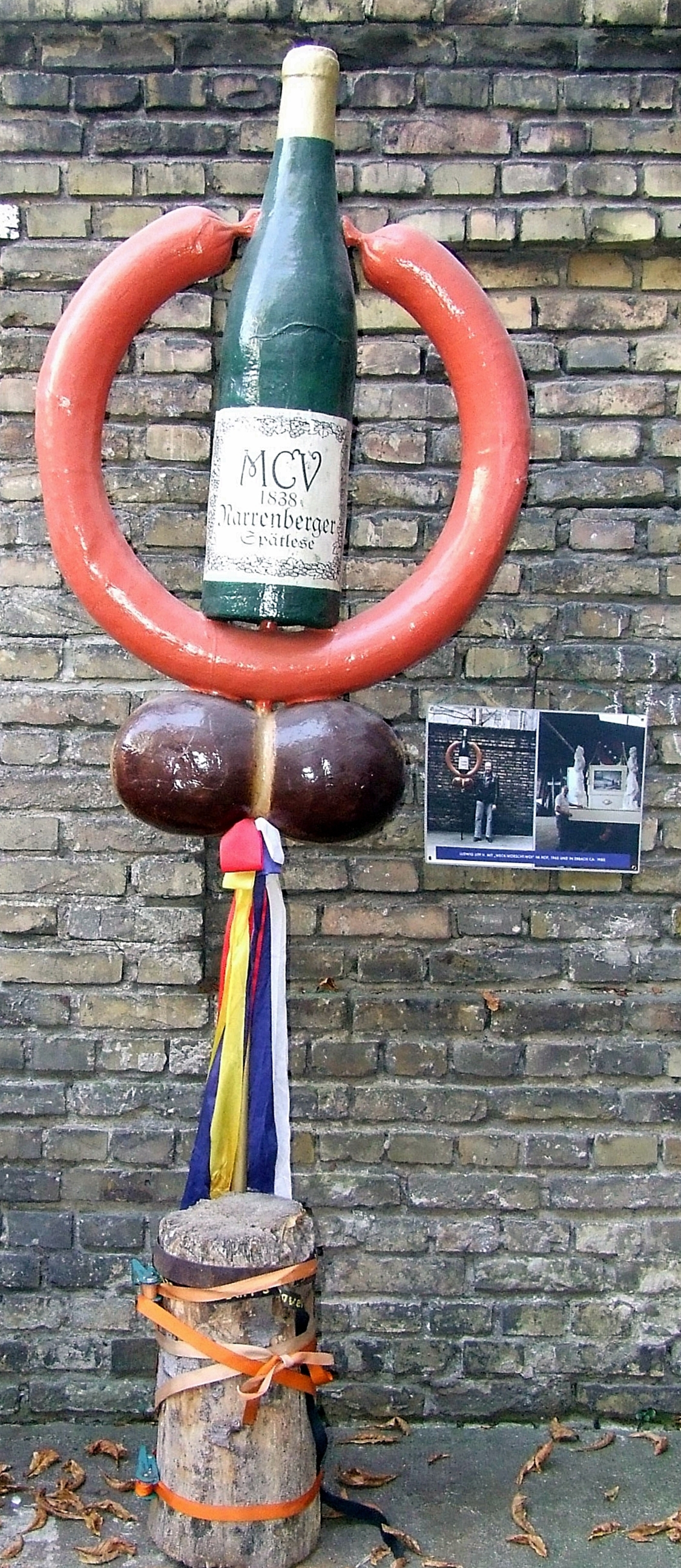
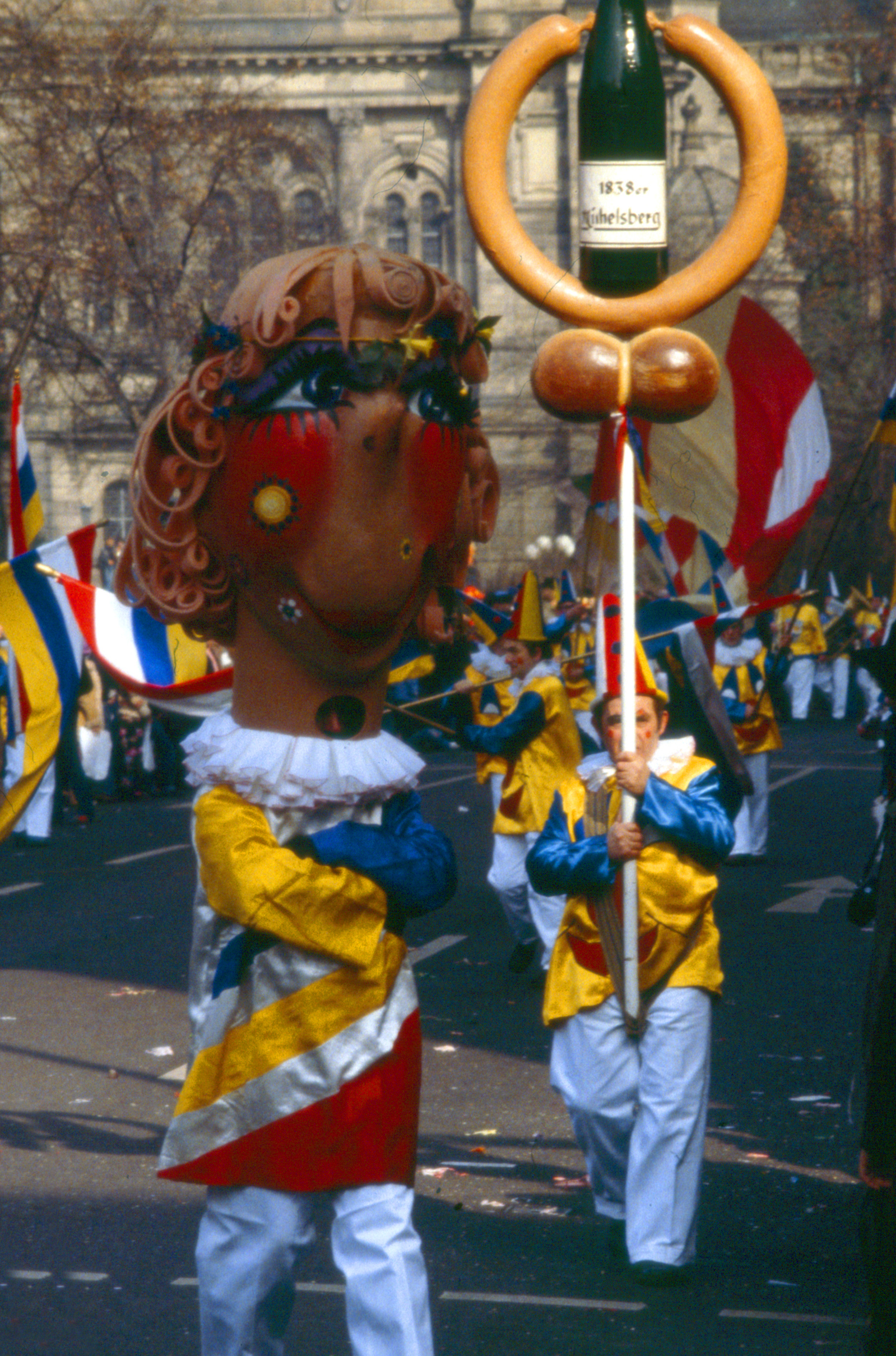

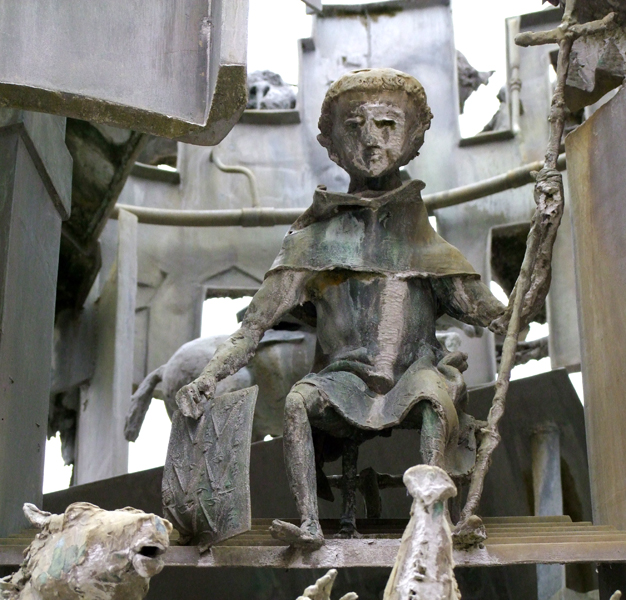
Der Mönch im Fastnachtsbrunnen hält in seiner Rechten eine Tafel mit den drei W

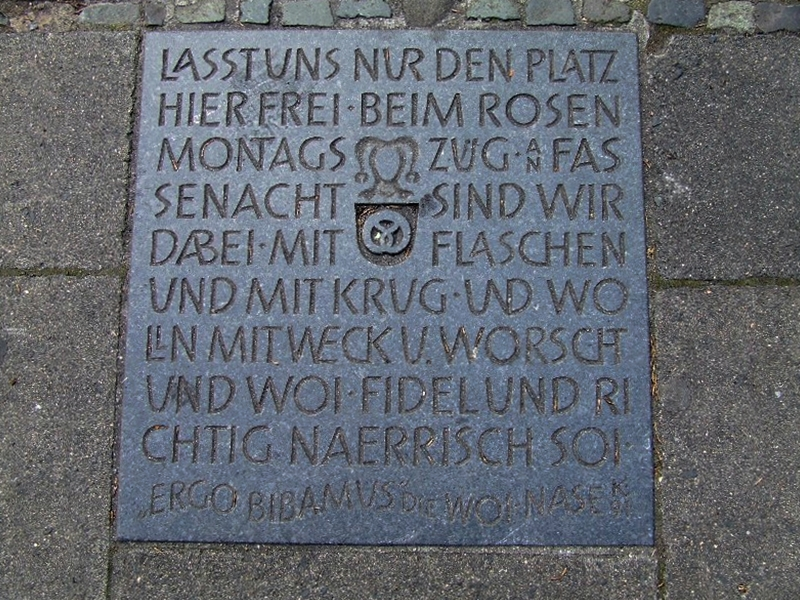
Platzreservierung beim Rosenmontagszug in Mainz

An den sogenannten „Kerwebäumen“ gehören Weck, Worscht un Woi in Form von aufgehängten Brötchen, Wurstringen und Weinflaschen zu den gebräuchlichen Insignien der jeweiligen Festlichkeiten.
Eine traditionelle Zugnummer auf dem Mainzer Rosenmontagszug stellt die Fußtruppe der Weck-, Worscht- un Woi-Träger des Mainzer Carneval-Vereins (MCV) dar. Hierzu wurde aus den Einzelbestandteilen eine Art Feldzeichen kreiert, das – auch in Anspielung auf die Vergangenheit von Mainz – denjenigen der Römerzeit ähnelt.
Weck, Worscht un Woi sind, neben dem Karnevalsorden des jeweiligen Vereins, bei der Mainzer Saalfastnacht die einzige Entlohnung für den geleisteten Beitrag.
Das Synonym WWW befindet sich auf dem 1967 eingeweihten Mainzer Fastnachtsbrunnen auf dem Schillerplatz an unterschiedlichen Stellen im Brunnen.
In der Mainzer Schillerstraße gegenüber dem Proviant-Magazin und dem Schoppenstecher-Standbild hat sich 1994 die Fastnachtsvereinigung Die Woi-Nase mit einem in den Boden eingelassenen Stein einen Dauerplatz für den Rosenmontagszug „reserviert“. Die gereimte Inschrift in Hochdeutsch mit einigen Mainzer Mundartelementen umgibt das zentrale Relief eines Till Eulenspiegel über einem Brezelwappen und lautet:

„Lasst uns nur den Platz hier frei
beim Rosenmontagszug.
An Fassenacht sind wir dabei
mit Flaschen und mit Krug
und wolln mit Weck u. Worscht und Woi
fidel und richtig närrisch soi.
Ergo bibamus“

### Fernsehen
Das SWR Fernsehen lässt in der Fastnachtszeit unter dem Titel Weck, Worscht un Woi vergangene Fastnachtsveranstaltungen (Rosenmontagsumzüge und Sitzungen) Revue passieren.